# Yuna (album)
Yuna è il terzo album in studio della cantante malese Yuna, pubblicato nel 2012.
Si tratta del primo album dell'artista distribuito sul mercato internazionale.

## Tracce
1. Lullabies – 4:06
2. Favourite Thing – 3:40
3. Remember My Name – 3:37
4. Decorate – 3:45
5. Planes – 3:01
6. Bad Idea – 3:22
7. Island – 4:10
8. Tourist – 3:46
9. Fading Flower – 3:17
10. See You Go – 4:07
11. Stay – 3:23
12. Live Your Life – 3:13
13. Loud Noises – 3:22